# Hrnčiarovce nad Parnou
Hrnčiarovce nad Parnou es un municipio del distrito de Trnava en la región de Trnava, Eslovaquia, con una población estimada a final del año 2024 de 2231 habitantes.
Se encuentra ubicado en el centro de la región, cerca del río Váh (cuenca hidrográfica del Danubio) y de la frontera con la región de Bratislava.

## Demografía
| Año        | 1994 | 2004    | 2014    | 2024    |
| ---------- | ---- | ------- | ------- | ------- |
| Población  | 1991 | 2067    | 2250    | 2231    |
| Diferencia |      | +3,81 % | +8,85 % | −0,84 % |

| Año        | 2023 | 2024    |
| ---------- | ---- | ------- |
| Población  | 2229 | 2231    |
| Diferencia |      | +0,08 % |